# Подмногообразие
Подмногообразие ― термин, используемый для нескольких схожих понятий в общей топологии, дифференциальной геометрии и алгебраической геометрии.

## Топологическое подмногообразие
В узком смысле слова топологическое {\displaystyle n}-мерное подмногообразие {\displaystyle N} топологического {\displaystyle m}-мерного многообразия {\displaystyle M} ― такое подмножество {\displaystyle N\subset M},
которое в индуцированной топологии является {\displaystyle n}-мерным многообразием. 
В широком смысле слова топологическое {\displaystyle n}-мерное подмногообразие топологического {\displaystyle m}-мерного многообразия {\displaystyle M} ― такое {\displaystyle n}-мерное многообразие {\displaystyle N}, которое как множество точек является подмножеством {\displaystyle M} (иными словами, {\displaystyle N} ― это подмножество {\displaystyle M}, снабженное структурой {\displaystyle n}-мерного многообразия) и для которого тождественное вложение {\displaystyle i:N\to M} является погружением. 
Подмногообразие в узком смысле является подмногообразиями в широком смысле, а последнее является подмногообразием в узком смысле тогда и только тогда, когда {\displaystyle i} есть вложение в топологическом смысле (т. е. у каждой точки {\displaystyle p\in N} имеется сколь угодно малые окрестности в {\displaystyle N}, являющиеся пересечениями с {\displaystyle N} некоторых
окрестностей в {\displaystyle M}).

### Связанные определения
- Число {\displaystyle m-n} называется коразмерностью подмногообразия {\displaystyle N}.
- Подмножество {\displaystyle N\subset M} является локально плоским подмногообразием, если для каждой точки {\displaystyle p\in N} имеются такая окрестность {\displaystyle U} этой точки в {\displaystyle M} и такие локальные координаты {\displaystyle x_{1},x_{2},...,x_{m}} в ней, что в терминах этих координат {\displaystyle N\cap U} описывается уравнениями {\displaystyle x_{n+1}=x_{n+2}=...=x_{m}=0}.
  - Если при этом локальные координаты могут быть выбраны гладкими, то подмногообразие называется гладким подмногообразием.

## Алгебраическая геометрия
В алгебраической геометрии подмногообразие ― замкнутое подмножество алгебраического многообразия в топологии Зарисского.
Этим формализуется идея, что подмногообразие задается алгебраическим уравнениями. Помимо перехода от {\displaystyle \mathbb {R} } к другим полям, изменение понятия подмногообразие в этом случае состоит в том, что допускаются подмногообразия с особенностями.